# Остров (Болгарія)
Остро́в (болг. Остров) — село у Врачанській області Болгарії. Входить до складу общини Оряхово.

## Населення
За даними перепису населення 2011 року у селі проживали 1480 осіб.
Національний склад населення села:
| Національність   | Кількість осіб | Відсоток |
| ---------------- | -------------- | -------- |
| болгари          | 835            | 98,4%    |
| турки            | 3              | 0,4%     |
| цигани           | 3              | 0,4%     |
| інша             | 4              | 0,5%     |
| не визначились   | 4              | 0,5%     |
| Всього відповіли | 849            |          |

Розподіл населення за віком у 2011 році:
Динаміка населення: